# Happy Adventure
Happy Adventure är en ort i Kanada.   Den ligger i provinsen Newfoundland och Labrador, i den östra delen av landet, 1 700 km öster om huvudstaden Ottawa. Happy Adventure ligger 14 meter över havet och antalet invånare är 245.
Terrängen runt Happy Adventure är platt. Havet är nära Happy Adventure åt sydost. Trakten är glest befolkad. Närmaste större samhälle är Eastport, 2,2 km nordost om Happy Adventure. 